# Alchemilla gruneica
Alchemilla gruneica är en rosväxtart som beskrevs av A. Plocek. Alchemilla gruneica ingår i släktet daggkåpor, och familjen rosväxter. Inga underarter finns listade i Catalogue of Life.